# Caramanico Terme
Caramanico Terme ist eine italienische Gemeinde der Provinz Pescara in der Region Abruzzen und Sitz der Berggemeinschaft della Maiella e del Morrone. Der Ort  ist Mitglied der Vereinigung I borghi più belli d’Italia (Die schönsten Orte Italiens)

## Geografie
Caramanico Terme liegt im Majella-Nationalpark etwa 650 Meter über dem Meeresspiegel auf einem Hügel am Fuße des Majella-Massivs zwischen den Tälern des Flusses Orta und seines Nebenflusses Orfento. Die Provinzhauptstadt Pescara liegt ca. 50 km östlich an der Adria und verfügt über einen Flughafen.

## Tourismus

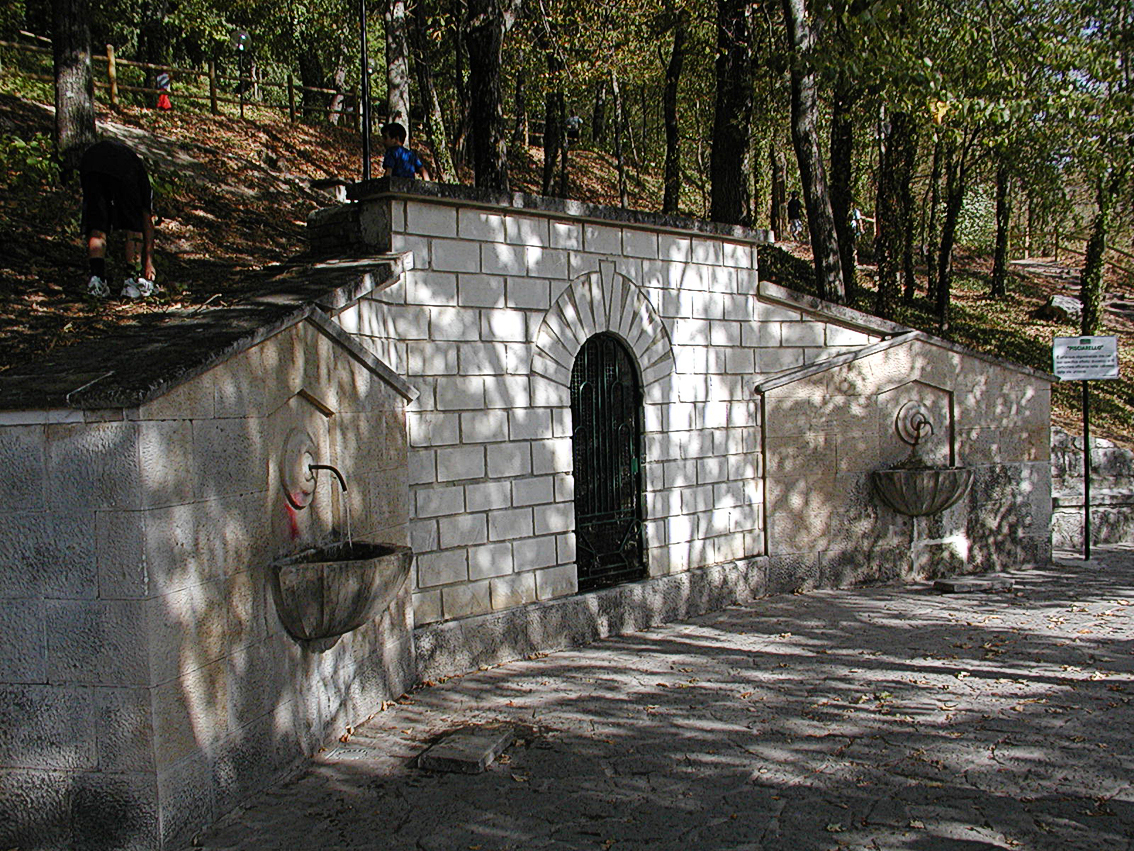
Die Thermen von Caramanico Terme

Caramanico Terme lebt heute vom Tourismus. In einem Park befinden sich die Thermen. Sie wurden 1901 eröffnet. Das Wasser der Quellen ist schwefelhaltig und wird für Badekuren, Inhalationen und Fangopackungen genutzt.
Außerdem ist Caramanico Ausgangspunkt für Wanderungen im Majella-Nationalpark. Die nächste Tour führt durch den Canyon des Tales des Flusses Orfento.
Mit dem Auto kommt man nach Roccamorice und zu Fuß zur in einem Canyon gelegenen Kapelle des l’Eremo di San Bartolomeo. Im Winter kommen auch Skitouristen.
Wenige Kilometer außerhalb des Ortszentrums steht an der Straße Richtung Salle die Kirche San Tommaso Becket, auch „Chiesa di San Tommaso di Paterno“ genannt. Erbaut Ende des 12. bis Anfang des 13. Jahrhunderts, fällt über ihrem Hauptportal ein Relief auf, das Christus und die zwölf Apostel darstellt.

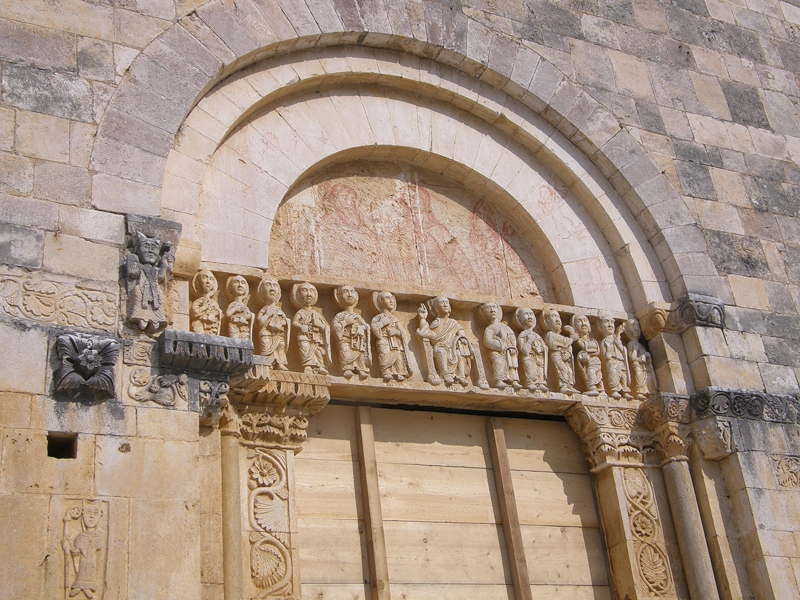
San Tommaso, Hauptportal

## Persönlichkeiten
- Vincenzo Zappone (1921–2007), Dichter

## Städtepartnerschaft
- Kirchheim bei München seit September 1998[3]